# Franklin Lewis Dershem

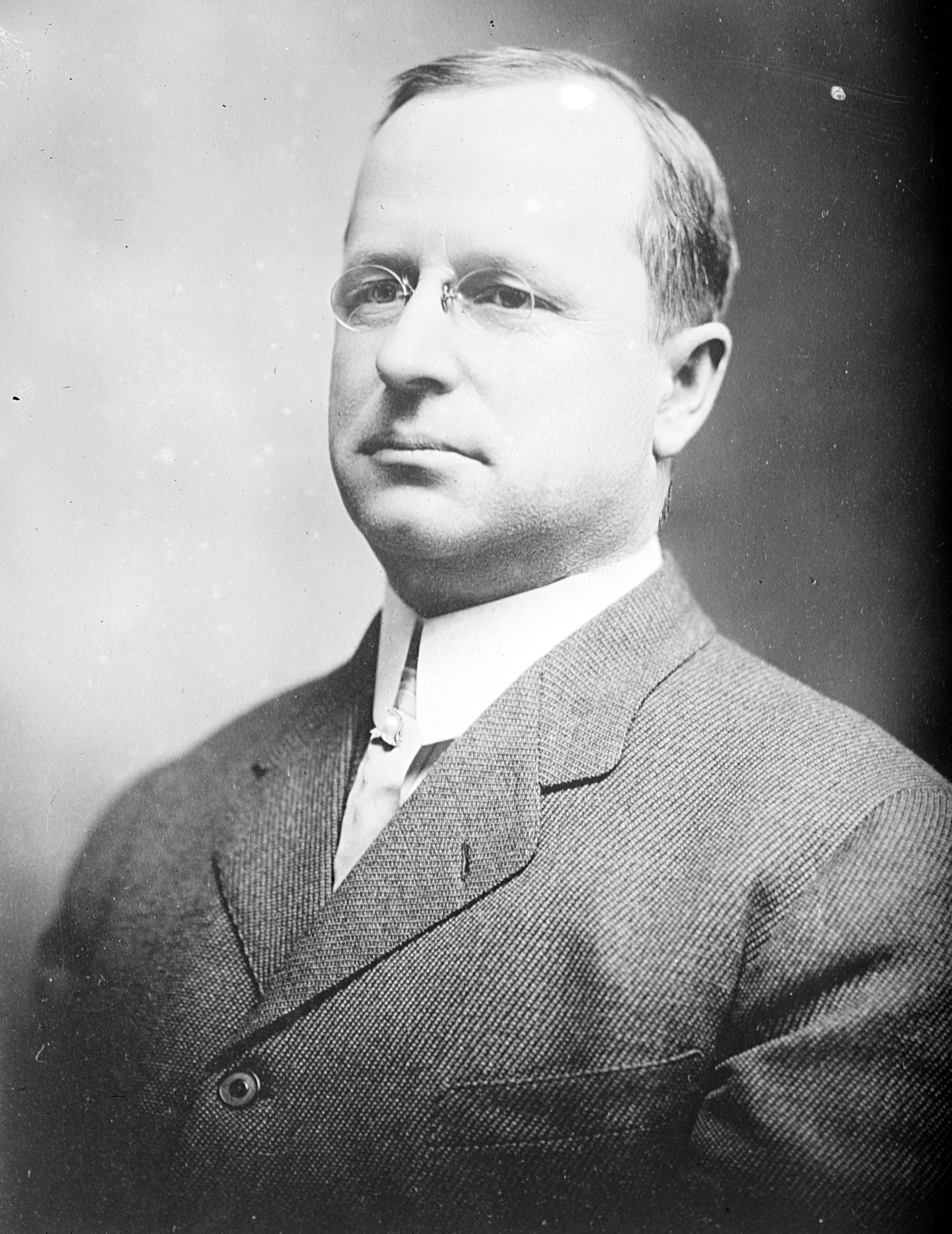
Franklin Lewis Dershem

Franklin Lewis Dershem (* 5. März 1865 bei New Columbia, Union County, Pennsylvania; † 14. Februar 1950 in Lewisburg, Pennsylvania) war ein US-amerikanischer Politiker. Zwischen 1913 und 1915 vertrat er den Bundesstaat Pennsylvania im US-Repräsentantenhaus.

## Werdegang
Franklin Dershem besuchte die öffentlichen Schulen seiner Heimat und danach bis 1887 das Palm’s National Business College in Philadelphia. Zwischen 1888 und 1891 war er Posthalter in der Ortschaft Kelly Point. Danach arbeitete er in der Landwirtschaft. Von 1891 bis 1913 war er auch im Eisenwarengeschäft tätig. Außerdem war er Kurator am Albright College in Myerstown. Gleichzeitig schlug er als Mitglied der Demokratischen Partei eine politische Laufbahn ein. In den Jahren 1907, 1908, 1911 und 1912 saß er als Abgeordneter im Repräsentantenhaus von Pennsylvania.
Bei den Kongresswahlen des Jahres 1912 wurde Dershem im 17. Wahlbezirk von Pennsylvania in das US-Repräsentantenhaus in Washington, D.C. gewählt, wo er am 4. März 1913 die Nachfolge des Republikaners Benjamin K. Focht antrat. Da er im Jahr 1914 seinem Vorgänger Focht unterlag, konnte er bis zum 3. März 1915 nur eine Legislaturperiode im Kongress absolvieren. Zwischen 1913 und 1915 wurden der 16. und der 17. Verfassungszusatz ratifiziert. Dabei ging es um die bundesweite Einführung der Einkommensteuer und die Direktwahl der US-Senatoren.
Nach dem Ende seiner Zeit im US-Repräsentantenhaus arbeitete Franklin Dershem in verschiedenen Funktionen für den Internal Revenue Service. Von 1915 bis 1935 war er in Philadelphia für die Bundesfinanzbehörde als Revisor tätig. Danach arbeitete er bis zu seinem Tod in Lewisburg in gleicher Funktion für die dortige lokale Steuerbehörde. In dieser Stadt ist er am 14. Februar 1950 auch verstorben.